# Guettarda uruguayensis
Guettarda uruguensis conocido como Jazmín del Uruguay, Jazmín del País, Palo cruz o Veludinho es un arbusto originario del sudeste de Brasil, Uruguay, Paraguay,  Bolivia y nordeste argentino.

## Descripción
Es un arbusto o árbol pequeño de 3 a 5 m de altura, ramas opuestas en cruz.  Ramas fuertes, apoyantes, opuestas, perpendiculares a los tallos, en forma de cruz, de donde proviene uno de sus nombres comunes. Tiene follaje persistente a semipersistente (si crece protegido o en climas más cálidos) . Las hojas simples, opuestas, ovadas a ovado-oblongas, pubescencia rala, oscura en el haz y más clara en el envés Las hojas son muy variables en tamaño y brillo, según crezcan a la luz o a la sombra.  Las flores son muy fragantes, de color blanco- rosáceo,  dispuestas en cimas solitarias axilares.  Florece en la primavera y en verano. El fruto es una drupa, elipsoide, pubescente, aterciopelada, oscura en la madurez. Propagación por semillas 

## Hábitat

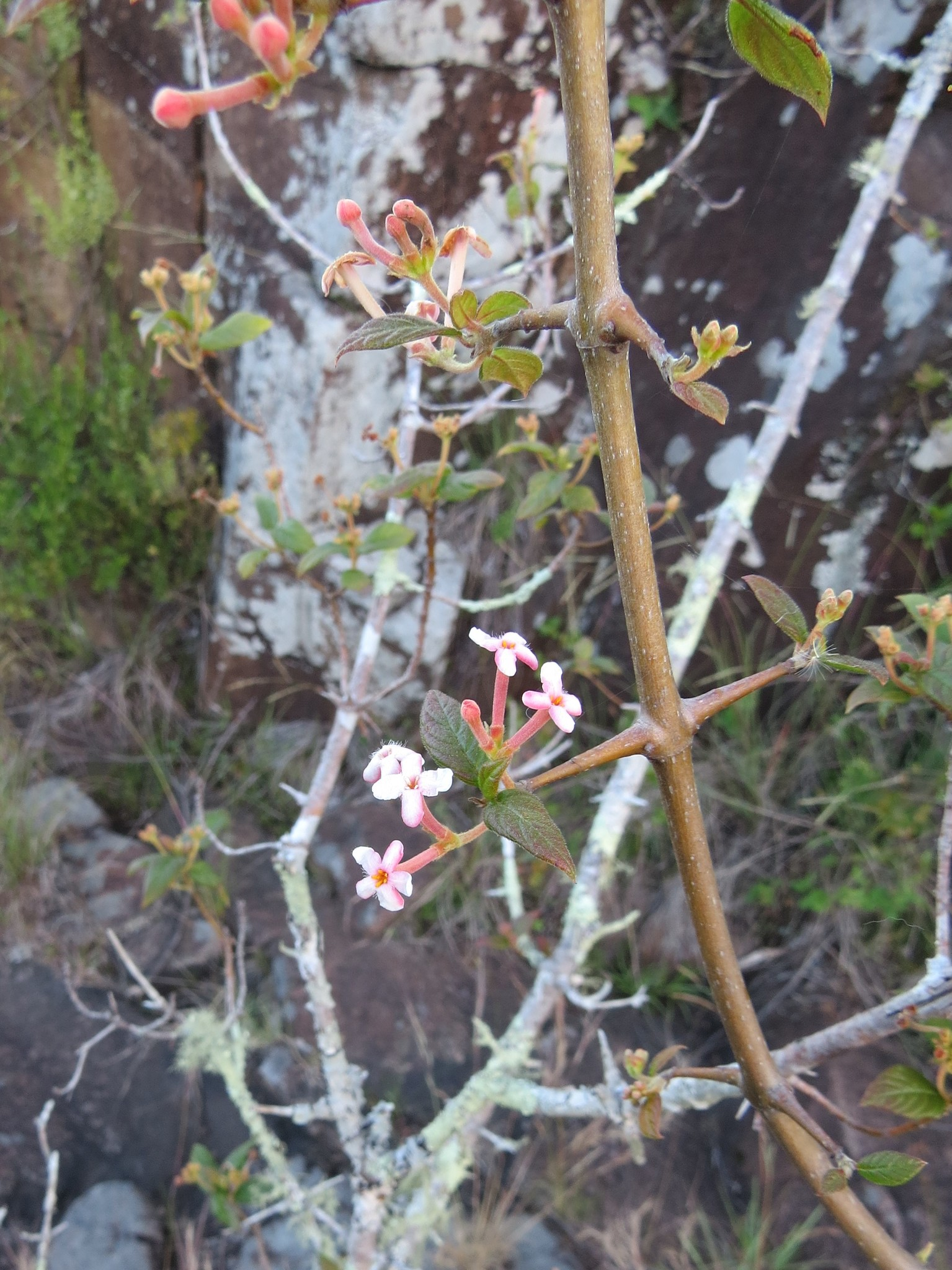
Jazmín del Uruguay, ramas en cruz

Crece en bosques ribereños, de serranías, palmerales y de quebradas, en todo el país, a pleno sol o a la sombra 

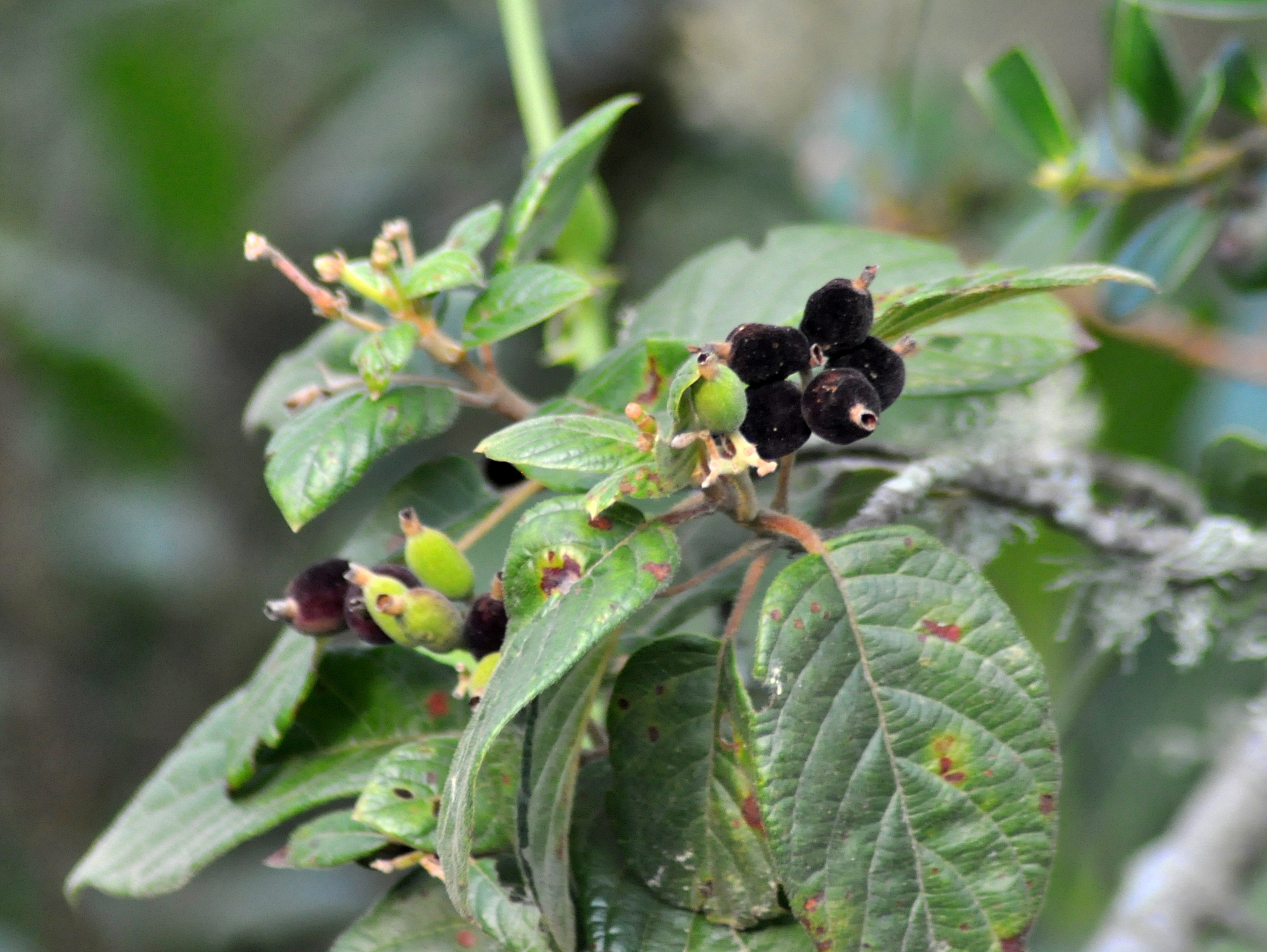
Jazmín del Uruguay con frutos

## Descripción
Guettarda uruguensis fue descrita por Cham. & Schltdl. y publicado en Linnaea 4: 183, en el año 1829.
Etimología
Guettarda: nombre genérico que fue nombrado en honor del naturalista francés del siglo XVIII Jean-Étienne Guettard.
Epíteto específico: uruguensis  que alude a su localización en Uruguay.
Sinonimia+
- Chomelia morongii Britton
- Guettarda uruguensis var. grandifolia Müll.Arg.
- Guettarda uruguensis var. sericans Hassl.
- Guettarda uruguensis var. villicalyx Hassl.
- Guettarda viburnoides var. pannosa Müll.Arg.
- Guettarda viburnoides var. pannosa Chodat & Hassl.
- Matthiola uruguensis (Cham. & Schltdl.) Kuntze